# Garabed Bashur
Garabed Bashur, conosciuto anche come Commcast e successivamente come Black Box, è un personaggio dei fumetti, creato da Fabian Nicieza (testi) e Joe Madureira (disegni), pubblicato dalla Marvel Comics. La sua prima apparizione avviene in Deadpool: The Circle Chase n. 2 (settembre 1993). Con il nome in codice di Commcast è apparso in Deadpool: The Circle Chase n. 3, mentre come Black Box ha esordito in Cable & Deadpool n. 13.

## Biografia del personaggio
Garabed Bashur è un tecnopate indiano, che possiede l'abilità di ricevere, interpretare ed elaborare dati provenienti da qualsiasi apparecchio elettronico. Fu addestrato dal professor Charles Xavier, che lo ripudiò dopo essere venuto a conoscenza dei suoi atti criminali.
Grazie alle sue conoscenze, Bashur ammassò una fortuna che utilizzò per costituire un gruppo di mercenari noti come Executive Elite, del quale divenne leader con il nome in codice di Commcast. Una delle prime missione del gruppo consistette nel sottrarre informazioni in possesso di Deadpool. Nella battaglia seguente, tutta l'Elite fu uccisa eccetto Commcast, che sopravvissuto come clone, fu avvicinato dal Professor X, per aiutarlo a ripristinare i dati di sistema dello Xavier Institute che andarono perduti durante l'invasione dei Phalanx. La sua successiva apparizione fu a fianco di Maverick, uno dei bersagli di Sabretooth che cercava protezione.
Recentemente Bashur ha coniato l'identità di Black Box, e insieme a Cable, Deadpool, BAD Girls Inc., Cat e Weasel si è messo alla ricerca di un misterioso virus per computer denominato Dominus Objective. Dopo la battaglia per il virus, in cui entrarono in scena Luke Cage e Pugno d'acciaio, Cable propose a Bashur di unirsi a lui nella gestione delle informazioni e della sorveglianza sull'isola di Providence.
Garabed Bashur fu brutalmente assassinato da Sabretooth durante la battaglia fra gli X-Men di Rogue e l'entità aliena Ecatombe.

## Poteri e abilità
Bashur possiede l'abilità di ricevere, interpretare ed elaborare tutti i dati che vengono trasmessi alla sua mente. Possiede un'infinita capacità di elaborazione dati, oltre ad una memoria tanto vasta da contenere tutta la conoscenza informatica mondiale. Tuttavia essendo tale abilità del tutto passiva, egli non può effettuare una scansione accurata di tutti i dati che (a velocità supersonica) attraversano la sua mente. Dopo aver inglobato il virus Dominus Objective, è stato in grado di creare un motore di ricerca che gli permette di trovare qualsiasi cosa sulla Terra, solamente concentrando su di essa il proprio pensiero.